# Ambialet
Ambialet é uma comuna francesa na região administrativa da Occitânia, no departamento de Tarn. Estende-se por uma área de 30.04 km², e possui 463 habitantes, segundo o censo de 2018, com uma densidade de 15 hab/km².